# Ugochukwu
Ugochukwu  è un nome proprio di persona igbo maschile.

## Varianti
- Femminile: Ugochi

## Origine e diffusione
Significa "aquila di Dio" in igbo.

## Onomastico
È un nome adespota, cioè privo di santo patrono; l'onomastico può essere festeggiato il 1º novembre, per la ricorrenza di Ognissanti.

## Persone

### Femminile
- Ugochukwu Oha, tennista statunitense

### Maschile
- Ugochukwu Michael Enyinnaya, calciatore nigeriano
- Ugochukwu Ihemelu, calciatore nigeriano
- Ugochukwu Ukah, calciatore nigeriano